# Krzyżanowscy herbu Świnka
Krzyżanowscy – wielkopolska rodzina szlachecka herbu Świnka, wywodząca się z Krzyżanowa koło Kościana.
Pierwsze wzmianki o własności wsi Krzyżanowo pochodzą z końca XIV wieku (Hinak vel Hinczka z Krzyżanowa widnieje w aktach sądowych kościańskich 1398/99 r.).
Najwybitniejsi przedstawiciele tej rodziny to:
- senator Michał Krzyżanowski (1738-1810), kawaler orderu św. Stanisława (12.11.1786 r.) oraz orderu Orła Białego w 1788 roku. Miecznik kaliski 1773, kasztelan santocki 1786, międzyrzecki 1790-1794, marszałek Trybunału Koronnego 1788, senator na Sejm Czteroletni.
- generał Włodzimierz Krzyżanowski, generał amerykański, administrator Alaski, który przyczynił się do zakupienia jej przez USA od cara Rosji Aleksandra II.

Istnieje jeszcze rodzina Krzyżanowskich herbu Dębno, z Małopolski. Według Adama Bonieckiego, ich protoplastą był Piotr (Pietrasz) z Krzyżanowic, najmłodszy syn Zbigniewa z Oleśnicy.